# El Porvenir, San Pedro Quiatoni
El Porvenir är en ort i Mexiko.   Den ligger i kommunen San Pedro Quiatoni och delstaten Oaxaca, i den sydöstra delen av landet, 400 km sydost om huvudstaden Mexico City. El Porvenir ligger 1 540 meter över havet och antalet invånare är 454.
Terrängen runt El Porvenir är huvudsakligen kuperad, men åt sydväst är den bergig. Runt El Porvenir är det glesbefolkat, med 11 invånare per kvadratkilometer. Närmaste större samhälle är Santo Domingo Tepuxtepec, 14,2 km nordost om El Porvenir. I omgivningarna runt El Porvenir växer i huvudsak blandskog.